# 胡贤生
胡贤生（1939年7月—2011年1月4日），男，苗族，贵州麻江人，中华人民共和国政治人物，曾任中共贵州省委常委，贵州省人民政府副省长、党组成员，贵州省人大常委会副主任、党组副书记，第十届全国人大代表、全国人大常委会委员。